# Логвиненко, Иван Трофимович
Иван Трофимович Логвиненко — советский хозяйственный, государственный и политический деятель, Герой Социалистического Труда.

## Биография
Родился в 1931 году в селе Инженерное. Член КПСС.
С 1949 года — на хозяйственной, общественной и политической работе. В 1949—1991 гг. — прицепщик тракторной бригады, первый помощник комбайнёра, выпускник курсов дизелистов при Пологовской машинно-тракторной станции, тракторист, механизатор колхоза «Шлях до комунизму» («Путь к коммунизму») Пологовского района Запорожской области Украинской ССР.
Указом Президиума Верховного Совета СССР от 8 декабря 1973 года присвоено звание Героя Социалистического Труда с вручением ордена Ленина и золотой медали «Серп и Молот».
Умер в селе Инженерное в 2011 году.